# Frederik I van Saksen
Frederik I van Saksen, ook gekend als Frederik IV van Meißen en bijgenaamd de Strijdbare (Dresden, 11 april 1370 - Altenburg, 4 januari 1428), was van 1381 tot aan zijn dood markgraaf van Meißen en van 1423 tot aan zijn dood keurvorst van Saksen. Hij behoorde tot het huis Wettin.

## Levensloop
Frederik was de oudste zoon van markgraaf Frederik III van Meißen en Catharina van Henneberg, dochter van graaf Hendrik IV van Henneberg-Schleusingen. 
Zijn vader regeerde gezamenlijk met zijn jongere broers Balthasar en Willem I over het markgraafschap Meißen en het landgraafschap Thüringen. Toen Frederik III in 1381 stierf, rees er een conflict tussen Frederik en zijn jongere broer Willem II enerzijds en hun ooms Balthasar en Willem I anderzijds. Dit werd in 1382 opgelost via de deling van Chemnitz. Daarbij kregen Frederik IV, zijn jongere broer Willem II en hun oom Willem I het markgraafschap Meißen, terwijl Balthasar het landgraafschap Thüringen behield. In 1407 stierf Willem I en vanaf dan werd het markgraafschap Meißen geregeerd door Frederik en zijn broer Willem II.
In de Duitse Stedenoorlog van 1388 vocht hij aan de zijde van burggraaf Frederik V van Neurenberg en in 1391 vocht aan de zijde van de Duitse Orde in de oorlog tegen koning Wladislaus II Jagiello van Polen. In 1400 steunde hij keurvorst Ruprecht III van de Palts in diens strijd met koning Wenceslaus IV van Bohemen om de Rooms-Duitse kroon, waarschijnlijk omdat Wenceslaus de belofte weigerde te vervullen dat Frederik I met zijn zus Anna mocht trouwen. 
Het gevaar dat in Duitsland uitging van de Hussieten dwong Frederik om een alliantie te sluiten met keizer Sigismund, de broer van Wenceslaus IV van Bohemen. Ook nam hij leidende rol op in de vroege fase van de Hussietenoorlogen, waarbij Frederik aanzienlijke successen kende. Zo won hij in 1421 de Slag bij Brüx.
Frederik had door deze oorlog veel geld moeten uitgeven. In ruil ontving Frederik van keizer Frederik II verschillende plaatsen in Bohemen als leen en werd hij op 6 januari 1423 beleend met het vacante hertogdom Saksen-Wittenberg, waarna hij op 1 augustus 1425 in Boeda officieel geïnstalleerd werd als keurvorst van Saksen. Vanaf dan liet Frederik, voorheen bekend als markgraaf Frederik IV van Meißen, zich keurvorst Frederik I van Saksen noemen.
Frederik deed vervolgens nieuwe inspanningen in de Hussietenoorlogen, maar op 16 augustus 1426 werd het Saksische leger in de Slag bij Aussig Aussig bijna volledig vernietigd. Daarna probeerde Frederik I andere Duitse vorsten te overtuigen om hem te helpen om de oorlog voort te zetten.
In 1425 stierf zijn broer Willem II, waarna Frederik I buiten het landgraafschap Thüringen de volledige bezittingen van het huis Wettin in handen had. In 1428 stierf Frederik in de stad Altenburg. Hij werd bijgezet in de vorstelijke kapel van de Dom van Meißen.
In 1409 stichtte Frederik samen met zijn broer Willem de Universiteit van Leipzig, wat ten voordele was van de Duitse studenten die in de nasleep van de gebeurtenissen in verband met het Westers Schisma de Universiteit van Praag hadden verlaten.

## Huwelijk en nakomelingen
Op 8 februari 1402 huwde Frederik met Catharina van Brunswijk-Lüneburg (1395-1442), dochter van hertog Hendrik de Milde van Brunswijk-Lüneburg. Ze kregen zeven kinderen:
- Catharina, jong gestorven
- Frederik II (1412-1464), keurvorst van Saksen
- Sigismund (1416-1471), bisschop van Würzburg
- Anna (1420-1462), huwde in 1433 met landgraaf Lodewijk I van Hessen
- Catharina (1421-1476), huwde in 1441 met keurvorst Frederik II van Brandenburg
- Hendrik (1422-1435)
- Willem III (1425-1482), landgraaf van Thüringen

## Voorouders
| Overgootouders                    | Frederik I van Meißen (1257-1323) ∞ Elisabeth van Lobdeburg-Arnshaugk (1286-1359) | Frederik I van Meißen (1257-1323) ∞ Elisabeth van Lobdeburg-Arnshaugk (1286-1359) | Keizer Lodewijk de Beier (1282-1347) ∞ Beatrix van Silezië (1292-1322)    | Keizer Lodewijk de Beier (1282-1347) ∞ Beatrix van Silezië (1292-1322)    | ? (-) ∞ ? (-)                                                             | ? (-) ∞ ? (-)                                                             | Hermann van Brandenburg (1275–1308) ∞ Anna van Habsburg (1280-1327)       | Hermann van Brandenburg (1275–1308) ∞ Anna van Habsburg (1280-1327)       |
| Grootouders                       | Frederik II van Meißen (1310-1349) ∞ Mathilde van Beieren (1313-1346)             | Frederik II van Meißen (1310-1349) ∞ Mathilde van Beieren (1313-1346)             | Frederik II van Meißen (1310-1349) ∞ Mathilde van Beieren (1313-1346)     | Frederik II van Meißen (1310-1349) ∞ Mathilde van Beieren (1313-1346)     | Hendrik IV van Henneberg-Schleusingen (–) ∞ Jutta van Brandenburg (–)     | Hendrik IV van Henneberg-Schleusingen (–) ∞ Jutta van Brandenburg (–)     | Hendrik IV van Henneberg-Schleusingen (–) ∞ Jutta van Brandenburg (–)     | Hendrik IV van Henneberg-Schleusingen (–) ∞ Jutta van Brandenburg (–)     |
| Ouders                            | Frederik III van Meißen (1332-1381) ∞ Catharina van Henneberg (1334-1397)         | Frederik III van Meißen (1332-1381) ∞ Catharina van Henneberg (1334-1397)         | Frederik III van Meißen (1332-1381) ∞ Catharina van Henneberg (1334-1397) | Frederik III van Meißen (1332-1381) ∞ Catharina van Henneberg (1334-1397) | Frederik III van Meißen (1332-1381) ∞ Catharina van Henneberg (1334-1397) | Frederik III van Meißen (1332-1381) ∞ Catharina van Henneberg (1334-1397) | Frederik III van Meißen (1332-1381) ∞ Catharina van Henneberg (1334-1397) | Frederik III van Meißen (1332-1381) ∞ Catharina van Henneberg (1334-1397) |
| Frederik I van Saksen (1370-1428) |                                                                                   |                                                                                   |                                                                           |                                                                           |                                                                           |                                                                           |                                                                           |                                                                           |